# Zuid-Para
Zuid-Para es uno de los cinco ressorts, o en neerlandés ressorten, en los que se divide el distrito de Para en Surinam.
Limita al norte con Noord-Para, al este con Oost-Para, al sur con el distrito de Brokopondo, y al oeste con Bigi Poika y el distrito de Saramacca.
En 2004, Zuid-Para, según cifras de la Oficina Central de Asuntos Civiles tenía 4.403 habitantes.